# ザ・レビューIII -シャンテ・ダンセ・ダムール-
グランド・レビュー『ザ・レビューIII』-シャンテ・ダンセ・ダムール- は宝塚歌劇団によって制作された舞台作品。星組公演。宝塚・中日は20場。作・演出は酒井澄夫。併演作は『西海に花散れど』。

## 公演期間と公演場所
- 1985年8月8日 - 9月17日　宝塚大劇場[1]
- 1985年12月1日 - 12月27日　東京宝塚劇場[2]
- 1986年2月1日 - 2月10日　中日劇場[3]

## スタッフ（1985年 宝塚・東京）
※氏名の後ろに「宝塚」「東京」の文字がなければ両劇場共通。
- 作曲・編曲：寺田瀧雄・中元清純・筒井広志・西村耕次
- 音楽指揮：橋本和明（宝塚）、伊沢一郎（東京）
- 振付：喜多弘・朱里みさを・県洋二・名倉加代子
- 装置：石浜日出雄
- 衣装：静間潮太郎
- 照明：今井直次
- 小道具：万波一重
- 効果：川ノ上智洋
- 音響監督：松永浩志
- 演出補：三木章雄
- 演出助手：中村暁・石田昌也
- 舞台進行：高階弘之
- 制作：久国高
- 製作担当：長谷山太刀夫（東京）

## 主な配役（1985年 宝塚・東京）
※氏名の後ろに「宝塚「東京」の文字がなければ両劇場共通。
- 紳士、エトワール、ギャマン、王子 - 峰さを理
- 歌う紳士①、歌手、カンカンの男 - 日向薫
- 歌う紳士②、歌手、ネグロの男 - 紫苑ゆう
- 踊る女、歌手、王女 - 湖条れいか
- スター - 湖条れいか（東京）
- 踊る女、アパッシュの女、歌手 - 南風まい
- 三文スター、魔女 - 葉山三千子
- タンゴの男、カンカンの男、宰相 - 新城まゆみ
- 三文スター、タンゴの男 - 洋ゆり
- 踊る男 - 萬あきら
- タンゴの女、踊る女 - 風間イリヤ
- アフロの男 - 夏美よう
- ギャマンA - あづみれいか・三城礼
- ネグロの女 - 洲悠花
- アフロの男 - 燁明
- ネグロの女 - 毬藻えり
- 踊る女、タンゴの女 - 藍えりな
- カンカンの男 - 千珠晄（東京）

## 主な楽曲
- とこしえの花の園
- ボンジュール宝塚
- 遠い夢の中で

曲
- 愛の旅立ち(Si L'On Revient Moins Riches)